# Турска война за независимост
Турската война за независимост е военен конфликт между Турското национално движение срещу някои от членовете на Антантата (Гърция, Армения, Великобритания, Франция и Италия) вследствие победата над Османската империя в Първата световна война. Тогава част от териториите ѝ са окупирани от държави от Антантата. Турското Национално движение в Анадола формира ново Велико народно събрание от Мустафа Кемал Ататюрк и неговите колеги. След края на военните действия на турско-арменския, френско-турския и гръко-турския фронт, където турските националисти побеждават, Севърският договор е изоставен и са подписани договорите от Карс (октомври 1921) и Лозана (юли 1923). Съюзниците напускат Мала Азия и Източна Тракия, и на национално събрание на Турция е взето решение за създаването на Република Турция, която е обявена за 29 октомври 1923. С вземането на властта от Турското национално движение, разделянето на Османската империя, и премахването на султаната, османската епоха приключва и с реформите на Ататюрк се създава модерната, светска и национална държава Турция. На 3 март 1924 г. халифатът официално е премахнат и последният халиф е изгонен.